# Lopud (naselje)
Lopud je manjše naselje in pristanišče na istoimenskem otoku Lopud (Hrvaška).

## Geografija
Naselje, ki je edino na otoku, leži na severozahodni obali otoka ob prostrani plaži na koncu zaliva Lopud. Za zaliv Lopud velja, da je najlepši v vsem Elafitskem otočju. V starem delu vasi so kamenite hiše obkrožene z vrtovi, na katerih rastejo drevesa palm, cipres, limonovcev ter drugega sredozemskega rastlinja (oljke, lovor). Dobršen del otoka pa je pokrit z makijo.
V zalivu leži manjši pristan, ki ga varuje okoli 100 m dolg kolenast pomol, katerega začetni del je valobran. Na koncu pomola stoji svetilnik, ki oddaja svetlobni signal: R Bl 3s. Na tem pomolu z zunanje strani lahki pristajajo potniške ladje, ki imajo ugrez manjši od 3. metrov. Nasproti kolenastega pomola je še okoli 30 m dolg drugi pomol. Globina morja pri pomolu je 2,5 m. Pristan je varen pred severozahodnimi vetrovi.

## Prebivalstvo
V edinem otoškem naselju stalni živi 220 prebivalcev (popis 2001)

## Gospodarstvo
Domačini se ukvarjajo s turizmom, ribolovom, poljedelstvom in vinogradništvom. V kraju so hoteli: »H.Dubrava Pracad«, »H.Grand«, »H.Lafodia«
in »H.Lopud«. Pri domačinih pa je možno najeti tudi turistične sobe in apartmaje.

## Zgodovina
V antični grčiji se je Lopud imenoval Delaphodia, v rimskih časih pa Lafota. Od 11. stol. je bil v posesti mesta Dubrovnik, od 1457 pa sedež kneževine. V 16. stol. so mornarji z Lopuda s svojimi ladjami kot zavezniki Španije sodelovali v vojnah
proti Tunisu, Alžiriji, Portugalski in Angliji.
V tistih časih je imel Lopud 2 samostanan 30 cerkva. Do današnjih dni se je ohranil  samo del teh zgradb. Najstarejše ohranjene zgradbe so cerkve sv. Ilije, sv. Petra, sv. Nikole, sv. Maura in sv. Ivana.
Vhod v zaliv Lopud sta branila dva obrambna stolpa: eden je stal na polotoku pred vhodom v zaliv, drugi - Sutrvač (imenovan Španska trdnjava iz leta 1563), pa je stal ob vznožju najvišjega hriba na otoku. Na dominantnem položaju nad vasjo so vidni ostanki ruševin Kneževog dvora - enonadstropne gotske palače, ki jih obdaja park zgrajen v terasah. Samo naselje Lopud je varovalo še več obrambnih stolpov: pri opuščenem samostanu sv. Katarine, v ulici Narikle in še tretji, na severnem delu naselja.
Nad pristanom stoji opuščen frančiškanski samostan postavlen leta 1483 in leta 1808 opuščen. Okoli samostana je bil 1516 postavljen obrambni zid. V samostanski cerkvi sv. Marije od Špilice z daleč vidnim zvonikom, se hrani več oltarnih podob sestavljenih iz več delov (poliptih), ki jih je ustvarilo več avtorjev, med njimi je tudi delo  beneškega slikarja di Giovanija.
Sprehajalna pot, imenovana po Viktorju Dyku, vodi iz Lopuda do jugovzhodne strani otoka, kjer je nad zalivom Šunj cerkev Gospe od Šunja, zgrajene v 15. in dozidane v 17. stoletju. Cerkev je bila postavljena na temeljih kapelice iz 12. stol.

## Demografija
| Pregled števila prebivalcev po letih | Pregled števila prebivalcev po letih | Pregled števila prebivalcev po letih | Pregled števila prebivalcev po letih | Pregled števila prebivalcev po letih | Pregled števila prebivalcev po letih | Pregled števila prebivalcev po letih | Pregled števila prebivalcev po letih | Pregled števila prebivalcev po letih | Pregled števila prebivalcev po letih | Pregled števila prebivalcev po letih | Pregled števila prebivalcev po letih | Pregled števila prebivalcev po letih | Pregled števila prebivalcev po letih | Pregled števila prebivalcev po letih |
| ------------------------------------ | ------------------------------------ | ------------------------------------ | ------------------------------------ | ------------------------------------ | ------------------------------------ | ------------------------------------ | ------------------------------------ | ------------------------------------ | ------------------------------------ | ------------------------------------ | ------------------------------------ | ------------------------------------ | ------------------------------------ | ------------------------------------ |
| 1857                                 | 1869                                 | 1880                                 | 1890                                 | 1900                                 | 1910                                 | 1921                                 | 1931                                 | 1948                                 | 1953                                 | 1961                                 | 1971                                 | 1981                                 | 1991                                 | 2001                                 |
| 494                                  | 444                                  | 464                                  | 358                                  | 358                                  | 342                                  | 341                                  | 410                                  | 387                                  | 422                                  | 416                                  | 399                                  | 377                                  | 348                                  | 269                                  |